# Kim Jin-su
Đây là một tên người Triều Tiên, họ là Kim.
Kim Jin-su (Hangul: 김진수; phát âm tiếng Hàn Quốc: [kim.dʑin.su] or [kim] [tɕin.su]; Hán-Việt: Kim Chân Tú; sinh ngày 13 tháng 6 năm 1992) là một cầu thủ bóng đá Hàn Quốc thi đấu cho Jeonbuk Hyundai ở vị trí hậu vệ trái.

## Sự nghiệp câu lạc bộ
Ngày 13 tháng 1 năm 2012, Albirex Niigata thông báo sự chuyển nhượng của Kim Jin-su và cả đồng đội của anh Kim Young-keun. Ngày 19 tháng 2 năm 2012, Kim ra mắt chuyên nghiệp trước Vissel Kobe trong trận đấu giao hữu trước mùa giải, Albirex thắng 3-0. Hơn nữa, anh ghi bàn thắng chuyên nghiệp đầu tiên in the same match, with a long range strike.
Anh có màn ra mắt trong trận đấu ở J1 League trước Kawasaki Frontale ngày 10 tháng 3 năm 2012, thi đấu toàn bộ 90 phút.
Trong ngày sinh nhật năm 2014, TSG 1899 Hoffenheim thống báo sự chuyển nhượng của Kim Jin-su.

## Sự nghiệp quốc tế
Kim từng đại diện Hàn Quốc ở nhiều cấp độ trẻ. Anh tham gia Giải vô địch bóng đá U-17 thế giới 2009 và Giải vô địch bóng đá U-20 thế giới 2011.
Ngày 20 tháng 7 năm 2013, Kim ra mắt cho đội tuyển quốc gia Hàn Quốc trước Úc in a 0–0 draw.
Vào tháng 5 năm 2018 anh được triệu tập vào đội hình sơ loại 28 người của Hàn Quốc để tham dự Giải vô địch bóng đá thế giới 2018 ở Nga.
Kim Jin-soo, không chắc chắn về việc tham gia Giải vô địch bóng đá thế giới 2018 vì chấn thương, đã bị loại khỏi danh sách tham dự vòng chung kết Giải vô địch bóng đá thế giới 2018 ở Nga.

## Thống kê câu lạc bộ
Tính đến 3 tháng 11 năm 2019
| Câu lạc bộ             | Mùa giải            | Giải vô địch | Giải vô địch | Cúp1    | Cúp1      | Cúp Liên đoàn2 | Cúp Liên đoàn2 | Châu Á3 | Châu Á3   | Tổng    | Tổng      |
| Câu lạc bộ             | Mùa giải            | Số trận      | Bàn thắng    | Số trận | Bàn thắng | Số trận        | Bàn thắng      | Số trận | Bàn thắng | Số trận | Bàn thắng |
| ---------------------- | ------------------- | ------------ | ------------ | ------- | --------- | -------------- | -------------- | ------- | --------- | ------- | --------- |
| Albirex Niigata        | 2012                | 23           | 1            | 1       | 0         | 4              | 0              | —       | —         | 28      | 1         |
| Albirex Niigata        | 2013                | 31           | 0            | 1       | 1         | 4              | 0              | —       | —         | 36      | 0         |
| Albirex Niigata        | 2014                | 12           | 0            | –       | –         | 2              | 1              | —       | —         | 14      | 1         |
| Albirex Niigata        | Tổng                | 66           | 1            | 2       | 1         | 10             | 0              | —       | —         | 78      | 3         |
| TSG 1899 Hoffenheim    | 2014–15             | 19           | 0            | 2       | 0         | –              | –              | —       | —         | 21      | 0         |
| TSG 1899 Hoffenheim    | 2015–16             | 15           | 0            | 0       | 0         | –              | –              | —       | —         | 15      | 0         |
| TSG 1899 Hoffenheim    | 2016–17             | 0            | 0            | 0       | 0         | –              | –              | —       | —         | 0       | 0         |
| TSG 1899 Hoffenheim    | Tổng                | 34           | 0            | 2       | 0         | –              | –              | —       | —         | 36      | 0         |
| Jeonbuk Hyundai Motors | 2017                | 29           | 4            | 1       | 0         | —              | —              | —       | —         | 30      | 4         |
| Jeonbuk Hyundai Motors | 2018                | 7            | 1            | 0       | 0         | —              | —              | 4       | 2         | 11      | 3         |
| Jeonbuk Hyundai Motors | 2019                | 25           | 1            | 0       | 0         | —              | —              | 7       | 0         | 32      | 1         |
| Jeonbuk Hyundai Motors | Tổng                | 61           | 6            | 1       | 0         | —              | —              | 11      | 2         | 73      | 8         |
| Tổng cộng sự nghiệp    | Tổng cộng sự nghiệp | 161          | 7            | 5       | 1         | 10             | 1              | 11      | 2         | 187     | 11        |

1Bao gồm Cúp Hoàng đế Nhật Bản và DFB-Pokal.
2Bao gồm J.League Cup.
3Bao gồm AFC Champions League.

### Bàn thắng quốc tế
Bàn thắng và kết quả của Hàn Quốc được để trước.
| # | Ngày                | Địa điểm                        | Đối thủ | Bàn thắng | Kết quả      | Giải đấu                      |
| - | ------------------- | ------------------------------- | ------- | --------- | ------------ | ----------------------------- |
| 1 | 22 tháng 1 năm 2019 | Sân vận động Rashid, Dubai, UAE | Bahrain | 2–1       | 2–1 (s.h.p.) | AFC Asian Cup 2019            |
| 2 | 1 tháng 2 năm 2021  | Sân vận động Rashid, Dubai, UAE | Syria   | 1–0       | 2–0          | Vòng loại FIFA World Cup 2022 |

## Danh hiệu

### Cầu thủ
Jeonbuk Hyundai Motors
- K League 1 (1): 2017

### Quốc tế
Hàn Quốc
- Cúp bóng đá Đông Á (1): 2017